# Die schwarze Insel
Die schwarze Insel (französischer Originaltitel: L'Île Noire) ist ein Comic aus der Reihe Tim und Struppi des belgischen Zeichners Hergé. Die Geschichte wurde am 15. April 1937 in Le Petit Vingtième veröffentlicht.

## Handlung
Tim wird Zeuge der Notlandung eines unregistrierten Flugzeugs. Als er den beiden Piloten seine Hilfe anbietet, wird Tim von diesen angeschossen. Tim überlebt die Schussverletzung und erfährt noch im Krankenhaus von den Detektiven Schulze und Schultze, dass das fragliche Flugzeug in England abgestürzt sei. Tim macht sich auf den Weg nach England, um der Sache nachzugehen. Auf dem Weg dorthin wird mehrfach versucht, ihn umzubringen. Die Gangster sind überzeugt davon, dass Tim hinter ihnen her ist, doch weder Tim noch der Leser wissen an dieser Stelle, weshalb.
In der fiktiven Stadt Eastdown in Sussex, Südengland, sucht er das abgestürzte Flugzeug auf. Struppi entdeckt in der Nähe der Absturzstelle die Anzüge der beiden Piloten, in deren Taschen Tim einen Zettel mit unverständlichen Notizen und dem darauf notierten Namen „Dr. J. W. Müller“ findet. Zufällig kann Tim die Villa des Dr. Müller in der Nähe ausfindig machen und verschafft sich Zutritt zum Grundstück. Er wird jedoch von Dr. Müller gestellt. Während eines Kampfes zwischen Tim und Dr. Müller fängt die Villa Feuer und brennt vollständig ab. Dr. Müller flüchtet. Tim entdeckt im Garten eine Signalanlage, die offenbar für Flugzeuge gedacht ist, und entziffert die unverständlichen Notizen auf dem Zettel der Piloten, welche ein bestimmtes Lichtsignal beschreiben.
Tim lauert daraufhin nachts im Garten des Dr. Müller auf ein Flugzeug. Gleichzeitig wartet auch Dr. Müller – von Tim unbemerkt – ebenfalls auf das Flugzeug. Als es eintrifft und Tim die Signalanlage in Gang setzt, werden Säcke mit Falschgeld abgeworfen. Dr. Müller ergreift mit einem der Säcke die Flucht und wird von Tim verfolgt.
Nach einer langen Verfolgungsjagd quer durch England bis hoch nach Schottland landet Tim im fiktiven Ort Kiltoch, vor dessen Küste die sogenannte „Schwarze Insel“ liegt. Dorfbewohner warnen Tim vor dem Betreten der Insel, da dort eine Bestie hausen soll und niemand lebend von der Insel zurückgekehrt sei. Tim macht sich deshalb erst recht auf den Weg dorthin, entdeckt auf der Insel eine alte Burg und trifft auf einen Gorilla, dem er entfliehen kann. Im Inneren der Burg stößt Tim auf eine professionelle Fälscherwerkstatt. Tim alarmiert über ein Funkgerät Scotland Yard, und es gelingt ihm, die Gangster – darunter auch Dr. Müller – dingfest zu machen. Nach dem Eintreffen von Scotland Yard werden die Gangster festgenommen. Der verletzte Gorilla, der den Gangstern als „Monster“ diente, um die Einheimischen von der Insel fernzuhalten, wird im Londoner Zoo untergebracht.

## Hintergründe
„Die schwarze Insel“ ist der erste Comic aus der Reihe Tim und Struppi, der den Protagonisten nicht in allzu fremdartige Länder führt. Zuvor besuchte Tim die Sowjetunion („Tim im Lande der Sowjets“), Ägypten und Indien („Die Zigarren des Pharaos“) oder auch China („Der Blaue Lotos“). Diesmal spielt die Geschichte im europäischen Ausland – größtenteils in Schottland bzw. auf den Hebriden. So konnte Hergé sich mehr auf die eigentliche Kriminalgeschichte konzentrieren, anstatt kulturelle Eigenheiten ferner Länder darzustellen.
Die Konzentration auf die Geschichte drückt sich auch in der Illustrierung von Bildhintergründen aus: Die Bilder beschränken sich im Wesentlichen auf die notwendigsten Bildinhalte – zumindest in den beiden ersten Veröffentlichungen der Geschichte.
Inspiriert ist die „Die schwarze Insel“ zum einen von dem britischen Spielfilm Die 39 Stufen von Alfred Hitchcock aus dem Jahre 1935, der sowohl für die Handlung als auch auf die spärliche Ausstattung Pate stand. Zum anderen finden sich in der Darstellung des Gorillas „Ranko“ Bezüge zu dem populären Spielfilm King Kong und die weiße Frau aus dem Jahre 1933. Weitere Bezüge zum aktuellen Weltgeschehen finden sich in der Darstellung des Fernsehens, das in Großbritannien erst ein Jahr zuvor eingeführt wurde.
Eine Besonderheit an der Geschichte der „Schwarzen Insel“ ist, dass Hergé sie insgesamt dreimal – jedes Mal vollständig neu gezeichnet – veröffentlichte. Die erste Version erschien in kurzen schwarz-weißen Fortsetzungsgeschichten vom 15. April 1937 bis zum 16. Juni 1938 in der belgischen Jugendzeitschrift Le Petit Vingtième. Anschließend wurde die Geschichte in einem 124 Seiten fassenden Album im Verlag Casterman in schwarz-weiß nachgedruckt.
1943 zwang die Papierknappheit im Zweiten Weltkrieg Hergé, die Albumfassung neu zu gestalten. Der Verlag Casterman beschränkte den Umfang des Albums auf 62 Seiten und eröffnete Hergé gleichzeitig die Möglichkeit, seine Geschichten in Farbe zu gestalten. Für die Neuzeichnung und Colorierung der Geschichte stellte Hergé zwei Zeichner ein, die später zu seinen engsten Mitarbeitern wurden und auch eigenständig erfolgreiche Comics veröffentlichten: Bob De Moor und E. P. Jacobs. Obwohl der Seitenumfang des Albums exakt halbiert wurde, veränderte Hergé die Geschichte nicht, sondern verteilte nunmehr vier anstatt bislang drei Panels auf eine Seite und verringerte auch die Breite der einzelnen Zeichnungen. Dieses neue Layout nutzte Hergé ab diesem Zeitpunkt für alle späteren Farbalben von Tim und Struppi. Auch die Begrenzung auf 62 farbige Seiten wurde bis zum letzten Band – „Tim und die Picaros“ – beibehalten.
1965 sollte erstmals eine englischsprachige Version der Geschichte gedruckt werden. Der englische Herausgeber las zunächst die Farbversion der „Schwarzen Insel“ von 1943. Er entdeckte in den Zeichnungen Fehler und Ungenauigkeiten, was die Darstellung Großbritanniens betrifft, und fertigte eine detaillierte Liste aller Fehler. Hergé nahm sich der Herausforderung an und entschloss sich dazu, die komplette Geschichte neu zu zeichnen und dabei alle Fehler zu beseitigen und auf den technischen Stand von 1965 zu bringen. Zunächst schickte er seinen Mitarbeiter Bob de Moor nach Schottland, der vor Ort Recherchen anstellen sollte. De Moor stellte dort Zeichnungen von der schottischen Felsenküste zusammen oder recherchierte das Aussehen korrekter Bobby-Uniformen. Aus diesen Inspirationsquellen heraus zeichnete Hergé die gesamte Geschichte neu. Diesmal verzichtete er auf die minimalistische Ausgestaltung der Zeichnungen und betonte den neuen Detailreichtum mit teilweise extragroßen Passagen. Besonders wird dies beispielsweise in der Episode deutlich, in der Tim mit Dr. Müller in dessen Villa kämpft. Während in den Versionen von 1937 und 1943 der Kampf vor weitgehend kahlen Wänden stattfindet, kämpfen die beiden Kontrahenten nun in einer detailreich ausgeschmückten Villa. Dem technischen Fortschritt seit 1937 begegnete Hergé, indem er beispielsweise Tim mit Elektro- und Diesellokomotiven anstatt mit einer Dampflokomotive reisen lässt. Trotz des neuen Detailreichtums änderte Hergé an der eigentlichen Geschichte nichts.
Die Dampflokomotive wurde von der Flying Scotsman inspiriert.
Der Irrenarzt Dr. J. W. Müller geht auf Georg Bell zurück, einen ehemaligen Nationalsozialisten, der 1933 in Österreich ermordet wurde.
Hergé verschmolz das Ungeheuer von Loch Ness und King Kong zu einer Figur, dem Gorilla Ranko. Im April 1934 fotografierte ein Londoner Arzt das Wesen Nessie, diese Kopie des Fotos ist im Archiv Herges zu finden.

## Verschiedene Versionen

### Erste Version, 1937–1938
Tim reist von Brüssel über Ostende nach London. Später wurde die Erwähnung Belgiens als Tims Heimatland entfernt. 1966 reist er von Köln über Brüssel nach London.
Während der Szene an der Steilküste wird Tim mit einem großen Schraubenschlüssel niedergeschlagen, in den späteren Versionen wird daraus ein Gummiknüppel. Außerdem ist in dieser Szene Ivan anwesend, der Tim mit einer automatischen Waffe unter Feuer nimmt. In den späteren Versionen ist Ivan nicht anwesend.
Als Tim die Papierschnipsel findet, fordert Hergé seine Leser in einer Fußnote dazu auf, selbst zu versuchen, das Puzzle zu lösen („Et vous, Amis Lecteur, pourriez vous reconstituer ce texte?“) in den späteren Versionen fehlt diese Aufforderung.
Ivan und Müller verlassen die entführte Lokomotive. Ivan hat keine Orientierung, aber Müller teilt ihm mit, dass er England wie seine Westentasche kenne. Diese Version enthält außerdem einen Zeitungsausschnitt, in welchem Tim und Struppi in einer ländlichen Gegend spazieren gehen.

### Zweite Version 1943
Die oben genannten Szenen wurden in dieser Version gelöscht. Weiterhin wurden Szenen gekürzt (von 120 der Schwarzweißausgabe auf die vom Verleger vorgegebenen 62 Seiten für die Farbausgabe).
Diese Version enthält ebenfalls den Zeitungsausschnitt, in welchem Tim und Struppi in einer ländlichen Gegend spazieren gehen.

### Dritte Version 1965
Die Szene mit dem Zeitungsausschnitt wurde entfernt.

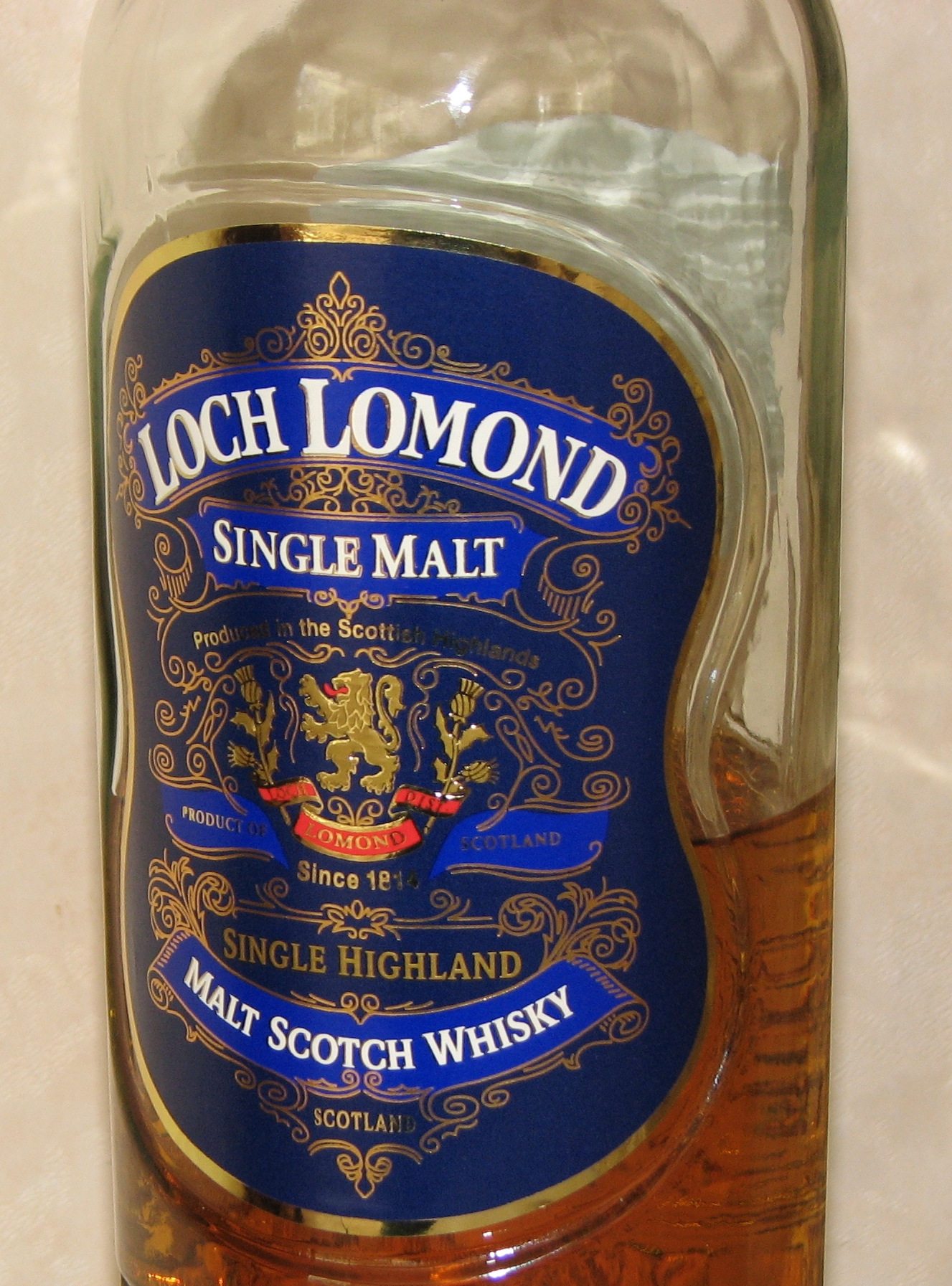
Eine Flasche „Loch Lomond“

Die originalen Namen der Polizeibeamten waren Edwards, Johnson, Wright und O’Rally. Diese wurden in die schottischen Namen McGregor, Stewart, Robertson und Macleod geändert. Ursprünglich reisten Tim und Struppi auf einem „Johnnie Walker-Tankwagen“. Dieser Name wurde später in „Loch Lomond“ geändert. Damit sollte die Werbung aus den Bildern gestrichen werden. Einen Whisky mit dem Namen „Loch Lomond“ gibt es heute jedoch auch, allerdings entstand die Marke erst 1966, damit ist das wohl ein Zufall.
Des Weiteren wurden Fahrzeuge und Flugzeuge modernisiert. Als Schulze und Schultze mit ihrem Flugzeug eine Bruchlandung erleiden, wird der Pilot aus der Maschine geschleudert. In den alten Versionen fehlte dieses Detail.
Bei der Überarbeitung der Flugzeugtypen erhielt Herge Hilfe von Roger Leloup, welcher z. B. aus der Savoia-Machetti S-73P eine De Havilland DH-121 machte.
Die Journalisten Christopher Willoughby-Drupe und Marco Rizotto, die auch in Die Juwelen der Sängerin vorkommen, wurden eingefügt.

## Veröffentlichungen in Deutschland
Als deutschsprachige Fassung erschien „Die schwarze Insel“ erstmals 1956 in der farbigen Fassung von 1943 bei Casterman. Die neu gezeichnete Fassung von 1965 erschien noch im gleichen Jahr im Carlsen Verlag in Deutschland und ist bis heute die in Deutschland bekannteste Version der Geschichte. Die ursprüngliche Fassung von 1937 wurde erst 1994 auf Deutsch übersetzt und veröffentlicht.